# 聖何塞皮努拉

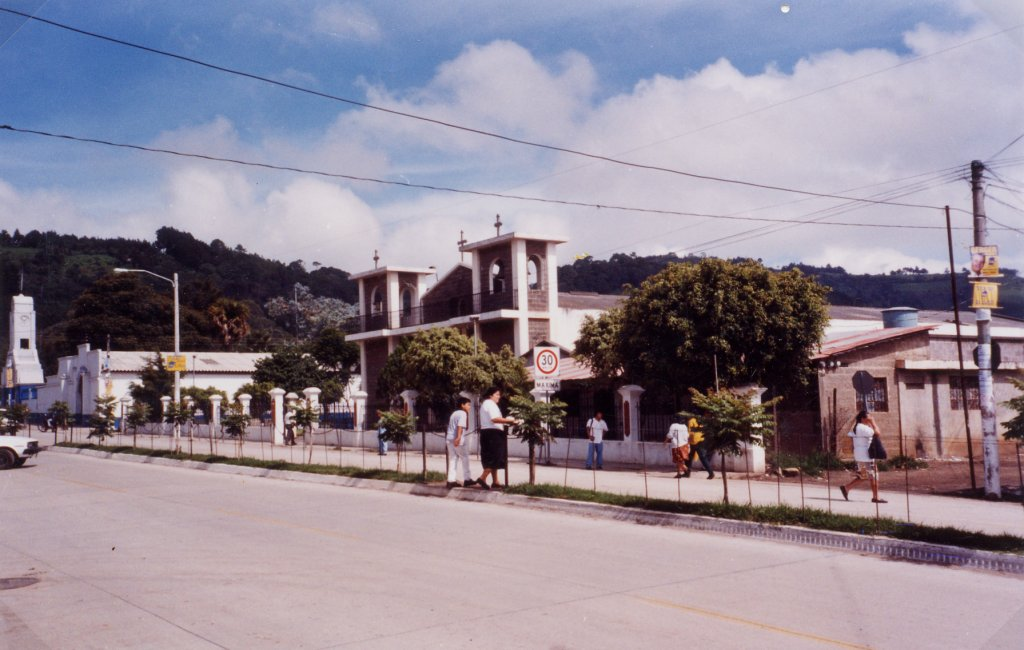

14°33′N 90°25′W / 14.550°N 90.417°W
聖何塞皮努拉（西班牙語：San José Pinula），是危地馬拉的城鎮，位於該國中南部，由瓜地馬拉省負責管轄，面積220平方公里，海拔高度1,740米，2002年人口47,278，人口密度每平方公里214.9人。